# Gabanellia
Gabanellia es un género extinto de peces actinopterigios prehistóricos del orden Perleidiformes. Este género marino fue descrito científicamente por Tintori y Lombardo en 1996.

## Especies
Clasificación del género Gabanellia:
- † Gabanellia Tintori y Lombardo 1996
  - † Gabanellia agilis (Tintori y Lombardo 1996)